# Dornier Do 214
Dornier Do 214 / P.192 – projekt wielozadaniowej łodzi latającej będącej wojskową wersją P.92. Opracowano warianty od P.192.1 do P.192.9, mogące transportować do 333 żołnierzy lub 33 300 kg (82 000 kg w wersji P.192.3) ładunku oraz stawiacz min, latający szpital i cysterna.